# Maciej Miarka
Maciej Miarka (ur. 25 lutego 2001 w Łodzi) – polski hokeista, reprezentant Polski.

## Kariera
- ŁKH Łódź do lat 14 (2014/2015)
- ŁKH Łódź do lat 16 (2014-2017)
- ŁKH Łódź do lat 18 (2016/2017)
- JKH GKS Jastrzębie do lat 20 (2017-2019)
- SMS U18 PZHL Katowice (2017/2018)
- SMS U18 PZHL Katowice (2017/2018)
- SMS U18 PZHL Katowice (2017/2018)
- SMS PZHL do lat 23 (2018/2019, 2019/2020)
- Polska U18 (2019/2020)
- GKS Katowice (2020-2023)
  -  Naprzód Janów (2021/2022)
- JKH GKS Jastrzębie (2023-2025)
- Zagłębie Sosnowiec (2025-)

Wychowanek klubu ŁKH Łódź w rodzinnym mieście. Potem rozwijał karierę w drużynie juniorskiej JKH GKS Jastrzębie. W sezonie 2019/2020 grał w barwach Polski do lat 18 w 2. lidze czeskiej. W lipcu 2020 został zawodnikiem, a w czerwcu 2021 przedłużył tam kontrakt o dwa lata. Od sezonu 2023/2024 w JKH GKS Jastrzębie. W maju 2025 został zawodnikiem drużyny ECB Zagłębie Sosnowiec.
W barwach reprezentacji Polski do lat 18 uczestniczył w turniejach mistrzostw świata juniorów do lat 18 edycji 2018, 2019 (Dywizja IIA). W barwach reprezentacji Polski do lat 20 uczestniczył w turnieju mistrzostw świata juniorów do lat 20 edycji 2020 (Dywizja IB). Został zawodnikiem reprezentacji seniorskiej. W barwach reprezentacji seniorskiej uczestniczył w turnieju mistrzostw świata edycji 2023.

## Sukcesy
Reprezentacyjne
- Awans do mistrzostw świata juniorów do lat 18 Dywizji I Grupy B: 2019[6]
- Awans do mistrzostw świata Elity: 2023

Klubowe
- Srebrny medal mistrzostw Polski juniorów: 2018 z JKH GKS Jastrzębie do lat 20
- Brązowy medal mistrzostw Polski juniorów: 2019 z JKH GKS Jastrzębie do lat 20
- Złoty medal mistrzostw Polski: 2022, 2023 z GKS Katowice
- Superpuchar Polski: 2022 z GKS Katowice
- Finał Pucharu Polski: 2023, 2024 z JKH GKS Jastrzębie
- Brązowy medal mistrzostw Polski: 2025 z JKH GKS Jastrzębie

Indywidualne
- Mistrzostwa świata do lat 18 w hokeju na lodzie mężczyzn 2019/II Dywizja#Grupa A[7]:
  - Pierwsze miejsce w klasyfikacji skuteczności interwencji w turnieju: 93,75%[8]
  - Pierwsze miejsce w klasyfikacji średniej goli straconych na mecz w turnieju: 1,00[8]
  - Pierwsze miejsce w klasyfikacji liczby meczów bez straty gola w turnieju: 1[8]